# En'yu
Imperador En'yu (円融天皇, En'yu-tennō, 959 — 991)  foi o 64º Imperador do Japão, na lista tradicional de sucessão.

## Vida
Antes de sua ascensão ao trono do crisântemo , seu nome pessoal era Morihira. En'yu foi o quinto filho do Imperador Murakami e da Imperatriz Anshi, que era filha do Udaijin Fujiwara no Morosuke. O Imperador Reizei foi seu irmão.
Em 967 o Príncipe Imperial Morihira foi nomeado Príncipe Herdeiro, com o apoio do Clã Fujiwara, que pressionava pela abdicação do Imperador Reizei.
Em 969 assume o trono aos dez anos de idade, depois da abdicação de Imperador Reizei. En'yū reinou de 969 a 984.
Devido a sua pouca idade, a administração do reino passou a ser exercida pelo Clã Fujiwara, mas durante seu reinado ocorreu uma luta interna no interior do clã para ver quem deveria ser o Kanpaku (regente). O Imperador En'yū seguiu os conselhos de sua mãe e favoreceu seu tio materno, Fujiwara no Kanemichi.
Em 24 de setembro de 984 En'yu  abdica aos 26 anos. Em 16 de setembro de 985  faz a tonsura, tornando-se um monge budista passando a ser conhecido como Kongo Hō.
Kongo Hō morreu aos 32 anos em 01 de março de 991. En'yū é tradicionalmente venerado em um memorial no santuário xintoísta em Quioto. A Agência da Casa Imperial designa este local como Mausoléu de En'yū. E é oficialmente chamado Nochi no Mukarami no misasagi.

## Daijō-kan
- Kanpaku,  Ōno-no-miya Fujiwara no Saneyori (藤原実頼, até 970 quando falece)[5]
- Kampaku,Fujiwara no Yoritada (藤原頼忠)[5]
- Sesshō, Fujiwara no Koretada  (藤原伊尹)[5]
- Daijō Daijin, Fujiwara no Saneyori [5]
- Daijō Daijin, Fujiwara no Koretada[5]
- Daijō Daijin,  Fujiwara no Kanemichi (藤原兼通)
- Daijō Daijin,  Fujiwara no Yoritada[5]
- Udaijin Fujiwara no Koretada  (do inicio a meados de 970 quando se torna Sesshō)[5]
- Udaijin, Fujiwara no Kaneie (藤原兼家)[5]
- Udaijin, Fujiwara no Kanemichi[5]
- Naidaijin, Fujiwara no Kanemichi
- Dainagon, Minamoto no Kaneakira (源兼明)
- Dainagon, Fujiwara no Morouji (藤原師氏)
- Dainagon, Fujiwara no Koretada (藤原伊尹)
- Dainagon, Fujiwara no Yoritada (藤原頼忠)
- Dainagon, Tachibana no Yoshifuru (橘好古)
- Dainagon, Minamoto no Masanobu (源雅信)
- Dainagon, Fujiwara no Kaneie (藤原兼家)
- Dainagon, Minamoto no Nobumitsu (源延光)
- Dainagon, Fujiwara no Tamemitsu (藤原為光)
- Dainagon, Fujiwara no Asateru (藤原朝光)
- Dainagon, Minamoto no Shigenobu (源重信)
- Dainagon, Fujiwara no Naritoki (藤原済時)